# MAI (ナレーター)
MAI（まい、2月5日 – ）は日本の女性ナレーター、声優、DJ、タレントである。かつては大沢事務所に所属していた。

## 人物
東京都出身。小学生時代をイラクのバグダッド、中学・高校時代をコスタリカで過ごした。
日本語、英語、スペイン語を話すトライリンガルである。

## 経歴
学生時代にFM東京の「アメリカンTOP40 DJコンテスト」でグランプリ受賞したことがきっかけで、1990年代は主にFMラジオ番組のDJで活動していた。
2000年以降はTVCM、テレビ番組のナレーション、吹き替えやアニメなどの声優業を中心に活動中。

## 出演

### ラジオ
- NHKラジオ
  - 基礎英語2（1994年度・1995年度）
- InterFM
  - RADIO SHOPPING
- ZIP-FM
  - ZIP PRECIOUS FRIDAY
- BAY FM
  - ハリウッドメガライン
- J-WAVE
  - Singin' Clock
- FM横浜
  - AMUSEMENT BOULEVARD

### テレビアニメ
2001年
- HELLSING（キム）

2002年
- 名探偵コナン（光彦の母、TVアナウンサー）

2003年
- TEXHNOLYZE（側女）

2004年
- サムライガン（おさえ〈少女〉、梢、簓）
- BECK MONGORIAN CHOP SQUAD（リサ）

2005年
- ギャラリーフェイク（菊島夏子、後藤まゆみ、フローラ、川口の妻、看護婦、客室乗務員、受験生、女性リポーター、地味の妻、母）
- 銀盤カレイドスコープ（女性記者）

2006年
- 金色のコルダ primo passo（審査員B）
- ゼーガペイン（ゼーガAI、搭載AI）

### OVA
- 戦闘妖精雪風（2002年、女性ファン）

### 劇場アニメ
- 名探偵コナン ベイカー街の亡霊（2002年、キャスター）
- ヱヴァンゲリヲン新劇場版:破（2009年、エヴァンゲリオン仮設5号機のシステムボイス[要出典]）
- ゼーガペインADP（2016年、ゼーガAI）
- ゼーガペインSTA（2024年、ゼーガAI）

### ゲーム
- SOCOM: U.S. NAVY SEALs（2003年）
- カドゥケウスZ 2つの超執刀（2006年、古村百恵）
- ゼーガペイン NOT（2006年、ラルナックスAI）
- Microsoft Flight Simulator X（2007年）
- 救急救命 カドゥケウス2（2008年、古村百恵）

### 吹き替え

#### 映画
- アンダー・サスピション
- イルマーレ
- ウェイバリー通りのウィザードたち ザ・ムービー
- 宇宙戦争
- 50回目のファースト・キス
- G-SAVIOUR（アサカ・フィールド）
- ヒップホップ・プレジデント
- スパングリッシュ 太陽の国から来たママのこと
- 続・激突!/カージャック（ルービー夫人）※DVD版
- 卒業の朝
- SONNY ソニー（グレッチェン〈ジョシー・デイヴィス〉）
- ダーク・ブルー
- デイ・アフター・トゥモロー
- ディスタービア
- ディープ・ブルー ※日本テレビ版
- デンジャラス・ビューティー※日本テレビ版
- 名もなきアフリカの地で
- パラサイト・バイティング 食人草（エイミー〈ジェナ・マローン〉）
- ファンタスティック・フォー:銀河の危機

#### ドラマ
- ER XI 緊急救命室 #225（マルタ・デルガド / テソロ・デルガド〈ステファニー・ファビアン〉）
- ER XIII 緊急救命室 #271（ニア〈カリマー・ブラウン〉）
- ER XV 緊急救命室 #316（サンドラ・エレロ〈マリサ・エチェヴェリア〉）
- WITHOUT A TRACE/FBI 失踪者を追え!
  - シーズン1（サルマン）
  - シーズン4-（エレナ・デルガド）
- NCIS 〜ネイビー犯罪捜査班（ポーラ・キャシディ）
- グッド・ワイフ
- 新ビバリーヒルズ青春白書（ロンダ）
- デスパレートな妻たち6
- ドールハウス Dollhouse
- HEROES/ヒーローズ（マヤ・ヘレラ）
- プライベート・プラクティス 迷えるオトナたち
- ブラザーズ&シスターズ
- リゾーリ&アイルズ ヒロインたちの捜査線

#### アニメ
- パワーパフガールズ（メイドメアリー）
- ワード・ワールド（ピッグ）

### CD
- ネイティブなら子どものときに身につける 英会話なるほどフレーズ100

## 関連人物
- ブライアン・ペック[4] - 『基礎英語2』で共演。